# (16411) 1986 QY2
A (16411) 1986 QY2 a Naprendszer kisbolygóövében található aszteroida. Henri Debehogne fedezte fel 1986. augusztus 28-án.